# 少林永春拳
永春拳是南拳一種，永春拳得名于福建少林寺的永春殿，因当年少林寺所习拳术甚多，故形成了今天流派众多的少林拳，寺内不同拳术教授地点也不同，其中有罗汉堂、般若室、永春殿、达摩院等多处。当年永春殿所教习的少林拳就是流传到今的永春拳。

## 內容
永春拳由至善所传，由小练头，四门，红砂手，伏虎，桩拳，沉桥，标指，佛掌，花拳一路，花拳二路等拳法組成，包含行者棒，二字双刀，少林六點半棍法等器械套路。